# اعلامیه استقلال فیلیپین
اعلامیه استقلال فیلیپین (اسپانیایی: Acta de la proclamación de independencia del pueblo Filipino‎) در ۱۲ ژوئن ۱۸۹۸ در شهر کاویت از استان کاویته فیلیپین قرائت شد. این اعلامیه به عنوان پایان انقلاب فیلیپین و استقلال این کشور از استعمار اسپانیا محسوب می‌شود و در پی مبارزات نیروهای انقلابی به رهبری امیلیو آگوینالدو قرائت شد و بر اساس آن فیلیپین به عنوان کشور مستقل اعلام استقلال کرد. این اعلام استقلال هیچگاه رسماً مورد قبول اسپانیا و آمریکا قرار نگرفت.